# Canelles de Baix
Canelles de Baix és una obra de la Vall de Bianya (Garrotxa) inclosa a l'Inventari del Patrimoni Arquitectònic de Catalunya.

## Descripció
És un mas de planta rectangular i teulat a dues aigües amb les vessants vers les façanes laterals amb amplis voladissos on es veuen les bigues de fusta que sostenen els cairats i les llates. Va ser bastida amb pedra poc escairada, llevat de les cantoneres. Disposa de baixos, amb les quadres dels animals; planta d'habitatge, a la que s'accedeix directament per la façana de tramuntana, i golfes. A la façana de migdia hi ha quatre obertures d'arc de mig punt en els baixos, quatre finestres amb ampit sortit en el primer pis i dos grans badius a les golfes.
Davant el mas hi ha una àmplia era i una bonica pallissa feta de carreus ben treballats, amb teulat a dues aigües sostingut per bigues de fusta. S'hi pot veure la inscripció: JESÚS MARIA JOSEP.

## Història
El mas Canelles de Baix és possiblement anterior al segle xvii i la data de 161 més una inscripció il·legible d'una de les finestres podria correspondre a alguna modificació. Durant el segle xviii el mas s'engrandí, coincidint amb l'etapa de prosperitat del camp català.